# کوین هولت
کوین هولت (انگلیسی: Kevin Holt؛ زادهٔ ۲۵ ژانویهٔ ۱۹۹۳) بازیکن فوتبال اهل بریتانیا است.
از باشگاه‌هایی که در آن بازی کرده‌است می‌توان به باشگاه فوتبال داندی اشاره کرد.